# تشارلز فيلتون بيجين
تشارلز فيلتون بيجين (بالإنجليزية: Charles Felton Pidgin)‏ (11 نوفمبر 1844 في الولايات المتحدة - 3 يونيو 1923 في الولايات المتحدة)؛ ملحن، مؤلف وروائي أمريكي.

## روابط خارجية
- تشارلز فيلتون بيجين على موقع IMDb (الإنجليزية)
- تشارلز فيلتون بيجين على موقع قاعدة بيانات برودواي على الإنترنت (الإنجليزية)